# Stalobelus africanus
Stalobelus africanus är en insektsart som beskrevs av William Lucas Distant. Stalobelus africanus ingår i släktet Stalobelus och familjen hornstritar. Inga underarter finns listade i Catalogue of Life.